# Schienenverkehr in Indien

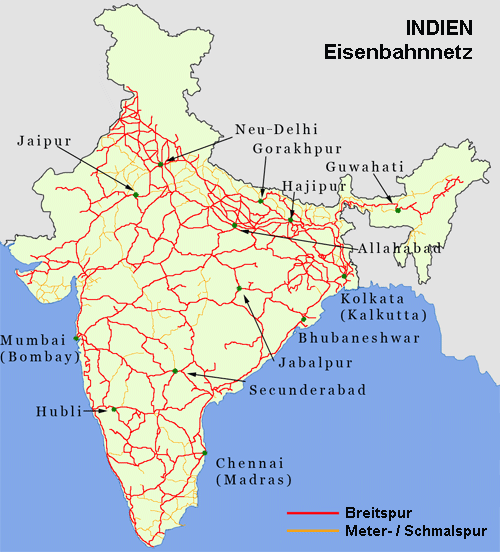
Übersicht der Breitspur- und Meterspurstrecken in Indien

Der Schienenverkehr in Indien benutzt hinter den USA, China und Russland das viertgrößte Eisenbahnnetz der Welt. Es wird von der staatlichen Indian Railways betrieben.

## Geschichte

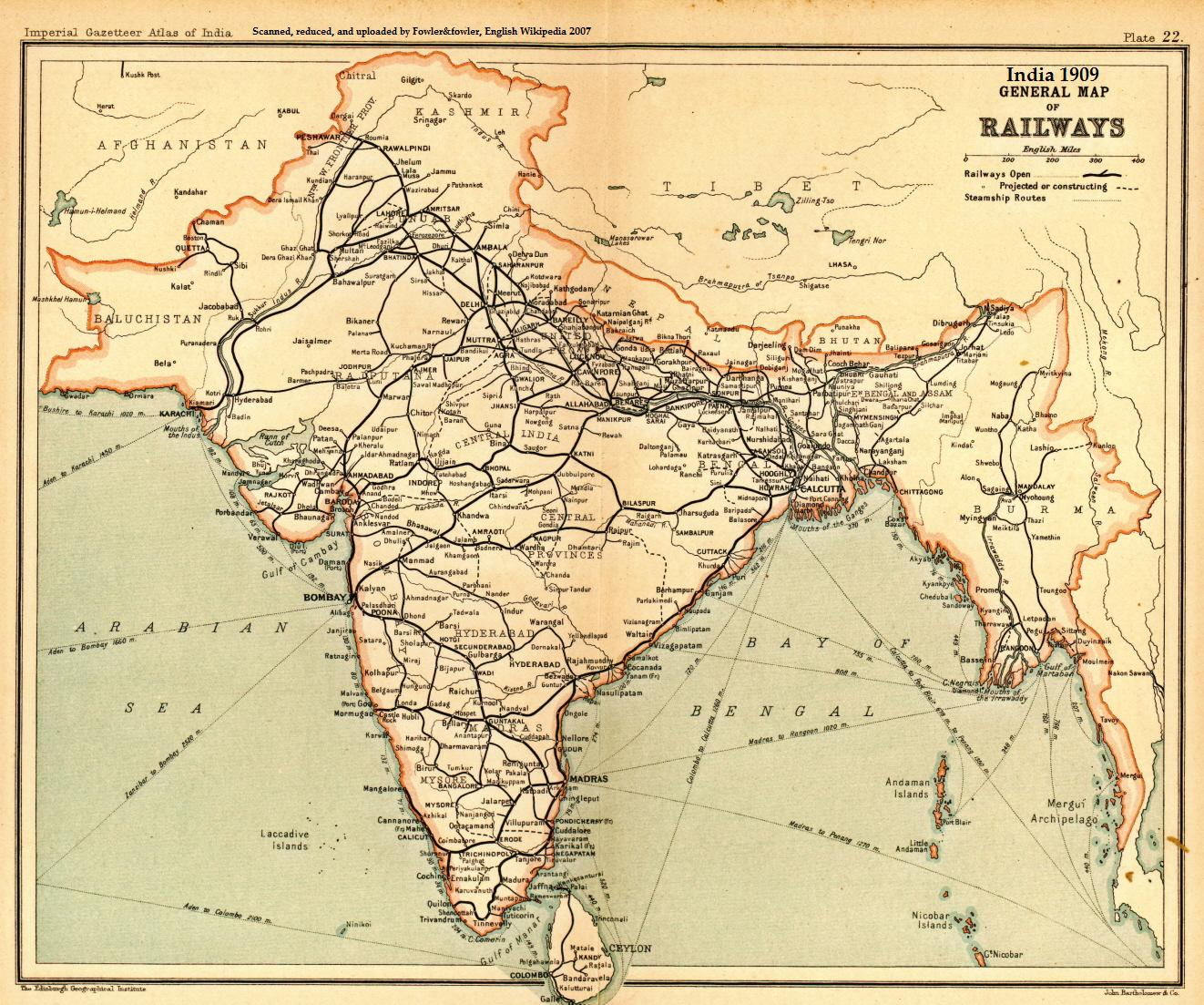
Eisenbahnnetz in Britisch-Indien ca. 1909

Die verschiedenen Spurweiten in Indien (die Normalspurweite 1435 mm (Standard Gauge) wird von den staatlichen Indian Railways nicht benutzt)

Die erste Eisenbahn in Indien und auch in Asien verkehrte am 18. November 1852 von Bombay nach dem 33 km entfernten Thane. Sie wies die Spurweite von 1676 mm (5 Fuß 6 Zoll) auf, die später die Bezeichnung Indische Breitspur erhielt und für die meisten Fernbahnen auf dem indischen Subkontinent bis heute verwendet wird. Schon im Jahre 1901 hatte das Netz eine Streckenlänge von 35.000 km und bis 1930 vergrößerte es sich auf 52.000 km Länge.
Die Bahnen wurden zuerst von privaten Gesellschaften gebaut und betrieben. Die Great Indian Peninsula Railway (GIPR) betrieb das von Bombay ausgehende Streckennetz, von Kalkutta aus baute die East Indian Railway (EIR) in Richtung Delhi, das 1864 erreicht wurde. Weiter baute die South Indian Railway (SIR) von Madras aus, die Bombay, Baroda and Central India Railway (BB&CI) von Bombay nach Baroda (heute Vadodara) und die North Western State Railway (NWR) von Karatschi aus das Industal hinauf und im Panjab, wovon heute große Teile in Pakistan liegen. Das Eisenbahnnetz in Britisch-Indien umfasste etwa 40.000 km Strecken.
In den Berggebieten wurden Schmalspurbahnen mit verschiedenen Spurweiten gebaut. So gab es neben den Meterspurbahnen (in Indien mit MG für „Metergauge“ bezeichnet), auch solche mit den noch kleineren Spurweiten 610 mm (2 Fuß) und 762 mm (2 Fuß 6 Zoll), die in Indien zur Unterscheidung von den Meterspurbahnen mit NG für „Narrowgauge“ bezeichnet werden. Einige dieser Schmalspurbahnen bildeten ausgedehnte Netze.
Die Elektrifizierung des indischen Streckennetzes begann 1925, als die ersten Züge der GIPR mit 1500 V Gleichspannung verkehrten. Der elektrische Betrieb erreichte von Bombay ausgehend Igatpuri und Pune, wobei die Pässe Bhor Ghat und Thal Ghat über die Westghats überwunden werden mussten. Die in der Schweiz entwickelten Schnellzuglokomotiven EA/1 und Güterzuglokomotiven EF/1 zogen die Züge über die Pässe, wobei die Schnellzuglokomotiven mit einer Höchstgeschwindigkeit von 137 km/h (85 mph) die schnellsten in Serie gebauten Elektrolokomotiven ihrer Zeit waren.
Im Jahre 1947 musste nach der Machtübergabe vom Vereinigten Königreich und der Teilung der ehemaligen Kolonialgebiete auf die Staaten Indien und Pakistan auch das Eisenbahnnetz geteilt werden. 1951 wurden die bis dahin existierenden verschiedenen Eisenbahngesellschaften zur heutigen Struktur von Indian Railways zusammengeführt.
Von Kolkata aus wurde mit 3000 V Gleichspannung elektrifiziert, wo die Fahrleitung 1959 Bardhaman erreichte. Indian Railways entschied sich aber bereits 1957 für die Einführung der 25 kV 50 Hz Wechselspannung im ganzen Land und begann die Elektrifizierung der Fernstrecken mit Hilfe der 50-Hz-Arbeitsgemeinschaft, so dass 1959 der erste kommerzielle Zug unter dem neuen System verkehren konnte. Der Gleichspannungsbetrieb von Kolkata war bereits 1968 vollständig auf 25 kV 50 Hz umgestellt und das erste System wurde somit nur zehn Jahre genutzt.
Ende der 1960er Jahre baute Indian Railways drei Gebirgsstrecken in den Ostghats, die für die Abfuhr von Eisenerz nach dem Hafen von Visakhapatnam bestimmt waren. Das Eisenerz wurde nach Japan exportiert.
Ab den 1960er Jahren begann Indian Railways die Meterspur- und Schmalspurstrecken auf Indische Breitspur mit 5½ Fuß Weite (1676 mm) umzuspuren. In den Jahren 1960/61 besaß Indian Railways eine Flotte von 10.312 Dampflokomotiven. Und bis 1970 wurden weitere Breitspur-Dampfloks von den Chittaranjan Locomotive Works hergestellt. Die letzte wurde am 30. Juni 1970 ausgeliefert. Die Produktion von Meterspur-Dampflokomotiven wurde erst 1972 eingestellt. Die letzte Lok wurde am 5. Februar 1972 abgeliefert. Indien war neben China das letzte Dampflokreservat der Welt. Ende der 80er Jahre waren noch über 4.000 Dampflokomotiven auf dem fast 62.000 Kilometer großen Schienennetz im Betrieb. Seiner Zeit das zweitgrößte Schienennetz der Welt (Auf Platz 1 stand das Schienennetz der Sowjetunion). Wie in China stellte die Eisenbahn auch in Indien damals das wichtigste Verkehrsmittel dar. Sie verband alle bedeutenden Städte und schätzungsweise 15 Mio. Menschen fuhren täglich mit der Bahn. Vor allem die Baureihen WG und WP waren im Personenverkehr noch stark vertreten. Nach offiziellen Angaben der damaligen Regierung sollte der Einsatz von Dampflokomotiven bis zum Jahr 2000 eingestellt werden. Denn Ende der 80er Jahre waren weniger als 10.000 Kilometer Strecke unter Fahrdraht. Und auch die Verdieselung zog sich sehr lange hin. Denn Dieselöl war weitaus teurer als Kohle. Zumal Indien wie China zu den größten Steinkohleförderern der Welt zählte. Doch der Strukturwandel vollzog sich schneller als gedacht. Zum Jahreswechsel 1992/93 war der Dampflokbestand bereits auf 1.725 gesunken. Im Jahr 1995 wurde der Einsatz von Breitspur-Dampflokomotiven eingestellt.
Die moderne Drehstrom-Antriebstechnik wurde in Indien 1995 eingeführt. Dazu wurden von dem Unternehmen ABB in der Schweiz entwickelte Lokomotiven importiert bzw. im Land selbst hergestellt. Im Jahre 2016 stellte man die letzte Strecke des ehemaligen 1500 V-Gleichspannungsnetzes von Mumbai auf 25 kV 50 Hz um.
Im Jahr 2008 besaß Indien ein 63.028 Kilometer langes Schienennetz, auf dem jährlich 510 Mio. Tonnen Fracht und 4,8 Mrd. Reisende befördert wurden.

### Elektrifizierungsprogramm
Um die Importabhängigkeit von Treibstoff und Treibhausgasemissionen zu reduzieren, beschleunigte Indien Elektrifizierungsprojekte. Im Januar 2015 wurde dafür ein Umweltdirektorat gegründet. In der Folge nahm die Geschwindigkeit der Elektrifizierungen stark zu. Während bis 2014 unter zwei Kilometer pro Tag elektrifiziert wurden, konnte zwischen 2014 und 2019 schon 7,5 Kilometer elektrifiziert werden. In den nächsten vier Jahren wurde das Maximum von 16 Kilometern pro Tag erreicht. Im Januar 2024 war das Eisenbahnnetz zu 94 % elektrifiziert, davon wurden zwei Drittel seit 2014 elektrifiziert.

## Bahnnetz

### Indian Railways

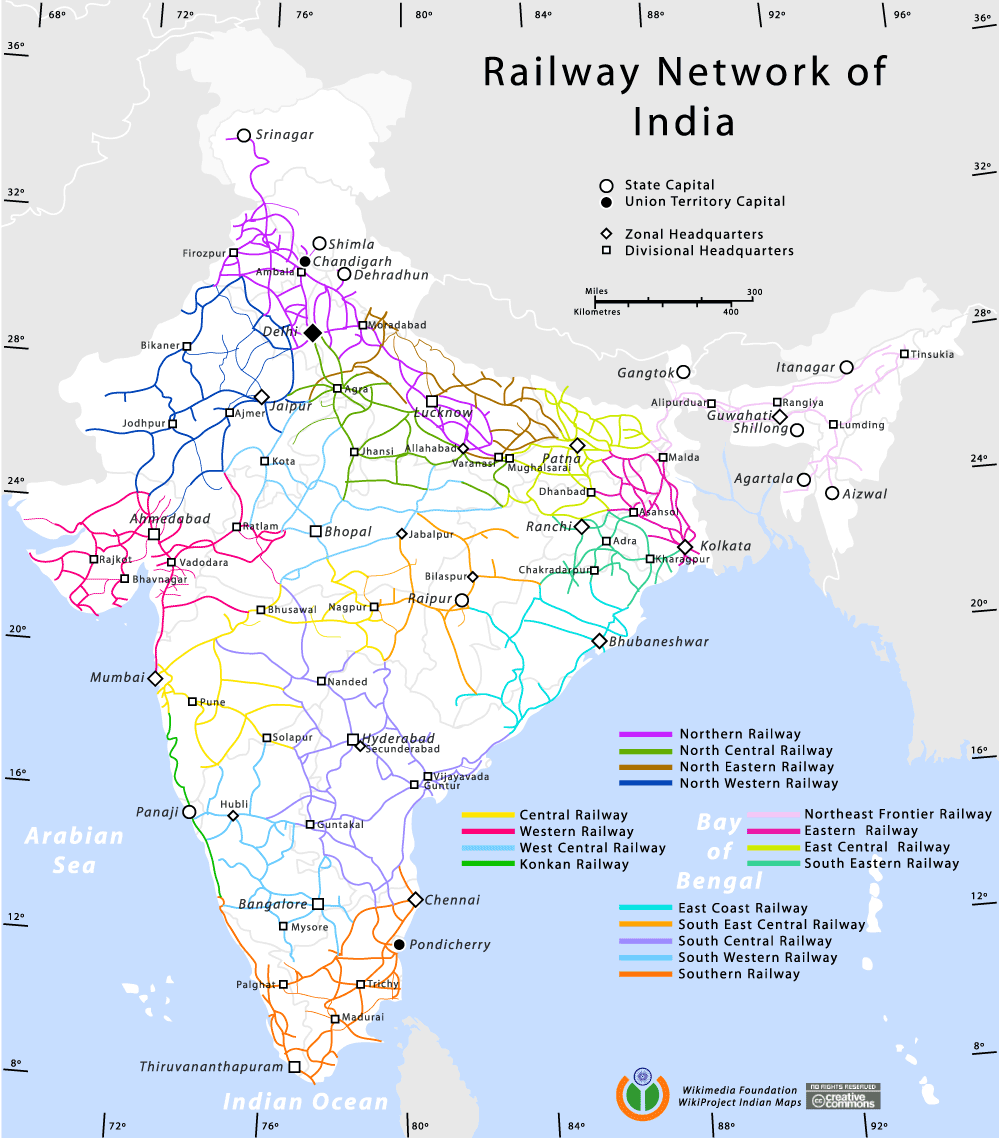
Streckennetz der Indian Railways im Jahre 2005 mit Darstellung der Zonal Railways

Das landesweite Schienennetz umfasste im März 2017 mehr als 67.000 km Streckenlänge, davon waren 61.700 km Breitspurstrecken, 3.500 km Meterspurstrecken und 2.200 km Schmalspurstrecken. Von den Breitspurstrecken waren 22.000 km zweigleisig ausgebaut und 25.400 km elektrifiziert, was 38 % des Netzwerks entspricht. Das Netz bedient 7.349 Bahnhöfe und führt über beinahe 144.700 Brücken. Das Eisenbahnnetz ist in 16 Zonen aufgeteilt, diese wiederum in Divisionen.
Im Geschäftsjahr 2016/2017, das im März 2017 endete, wurden auf dem Streckennetz mehr als 8,1 Mrd. Reisende und 1,11 Mrd. Tonnen Güter befördert. Indien liegt gemessen an der Anzahl Reisenden auf der zweiten Stelle hinter Japan und beim Güterverkehr nach Anzahl Tonnen auf der fünften Stelle hinter China, den USA, Australien und Russland. Das Streckennetz wird täglich von 21.000 Zügen befahren, wovon etwa zwei Drittel Reisezüge sind.
Die Länge des Streckennetzes ist seit Jahren im Wachstum begriffen: von 1980 bis 2016 sind mehr als 6000 Streckenkilometer hinzugekommen.
Die verkehrsstärksten Strecken sind das Goldene Viereck, das durch die Städte New Delhi, Kolkata, Chennai und Mumbai gebildet wird. Diese Strecken stellen zwar nur 16 % der Länge des ganzen Netzes dar, tragen aber die Hälfte des gesamten Reiseverkehrs und zwei Drittel des gesamten Güterverkehrs. Die Bahn bewältigt ein Drittel des gesamten Güterverkehrs und dominiert die Transporte von Kohle und Dünger, transportiert aber auch Zement, Raffinerie-Produkte und Getreide. Eisenerz wird hauptsächlich von den Ostghats zum Hafen Visakhapatnam gebracht.

#### Umspurung
Indian Railways begann bereits in den 1960er Jahren mit dem Umbau von Meterspurstrecken in Breitspurstrecken. 1991 wurde das Unigauge Project „Einheitsspur-Projekt“, gestartet, bei dem die meisten Schmalspurstrecken auf Indische Breitspur umgestellt werden. Von den am Anfang der 1990er Jahre noch vorhandenen 25.000 km Meterspurstrecken und 6000 km Schmalspurbahnen sind 2018 nur noch 4000 km Meterspur- und 2000 km Schmalspurbahnen übrig geblieben. Das Programm ist noch nicht abgeschlossen.

#### Gebirgseisenbahnen

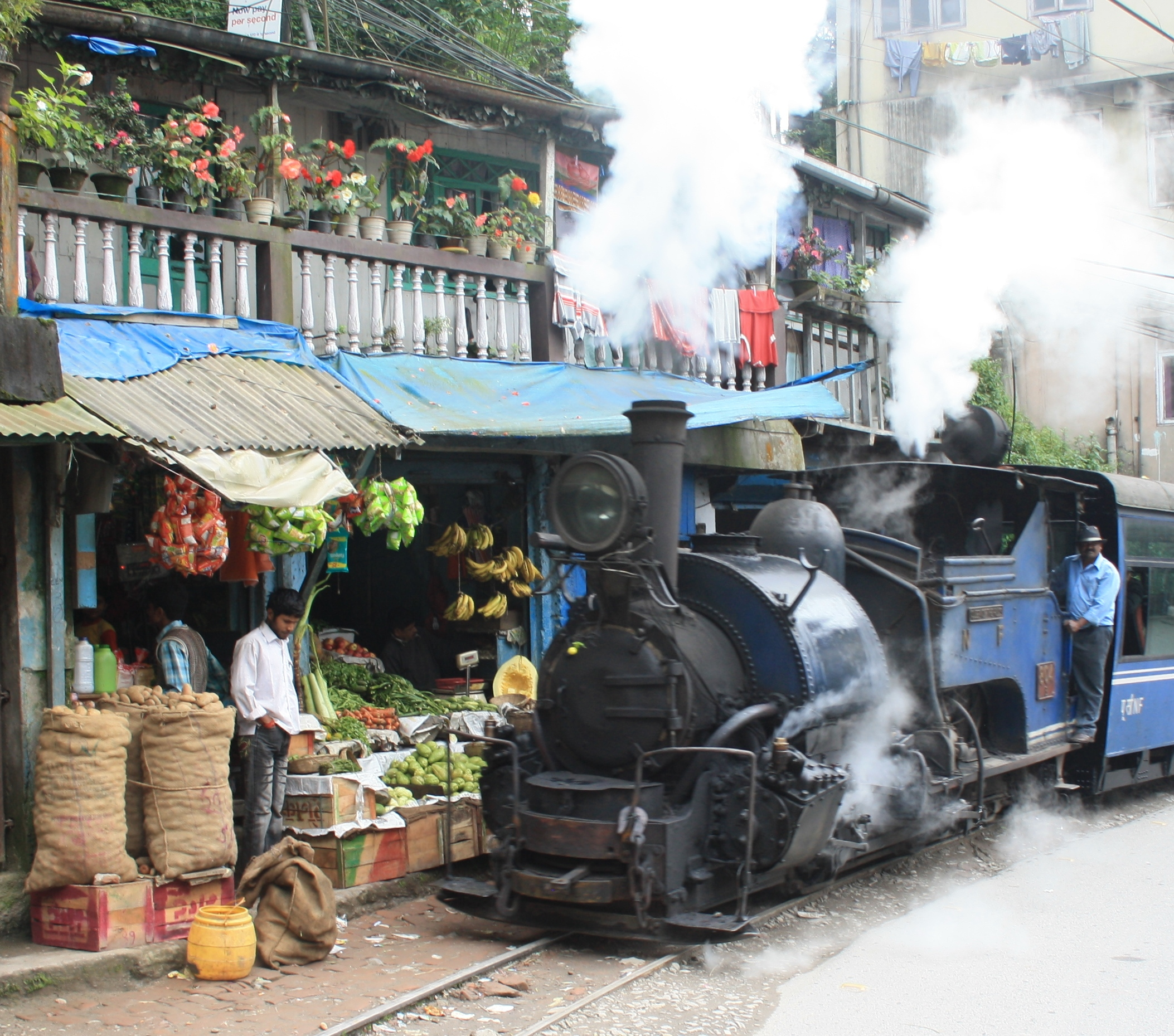
Dampflokomotive der Darjeeling Himalayan Railway im Jahre 2010

Diese oft auch als Toy Trains „Spielzeugeisenbahn“ bezeichneten schmalspurigen Gebirgseisenbahnen in Indien werden nicht umgespurt. Die ursprünglich als Verbindung zu britischen Hill Resorts „Bergkurorte“ gebauten Bahnen sind zu wichtigen Nahverkehrsmitteln geworden und haben heute auch eine touristische Bedeutung. Die Bahnen stehen auf der Liste des UNESCO-Welterbes. Administrativ und operativ sind sie Teil von Indian Railways. Zu den indischen Gebirgsbahnen gehören:
- Darjeeling Himalayan Railway: diese 82 km lange Bahn mit 610 mm Spurweite führt von Siliguri durch die Teeplantagen nach Darjeeling und überwindet dabei mehr als 2000 m Höhendifferenz. Dabei werden zwölf Spitzkehren und eine Kehrschleife durchfahren. Die Bahn wurde bis in die 1990er Jahre fast ausschließlich mit Dampflokomotiven aus der Eröffnungszeit betrieben.
- Kalka-Shimla Railway: diese 96 km lange Bahn mit 762 mm Spurweite führt von Kalka nach Shimla, der Hauptstadt von Himachal Pradesh, und überwindet dabei 1420 m Höhenunterschied. Die Strecke ist mit 864 Brücken und 102 Tunneln besonders reich an Kunstbauten.
- Nilgiri Mountain Railway ist die einzige Zahnradbahn Indiens. Sie wurde vom Schweizer Niklaus Riggenbach entworfen und wird heute noch mit den Dampflokomotiven der Schweizerischen Lokomotiv- und Maschinenfabrik betrieben.

#### Konkan Railway

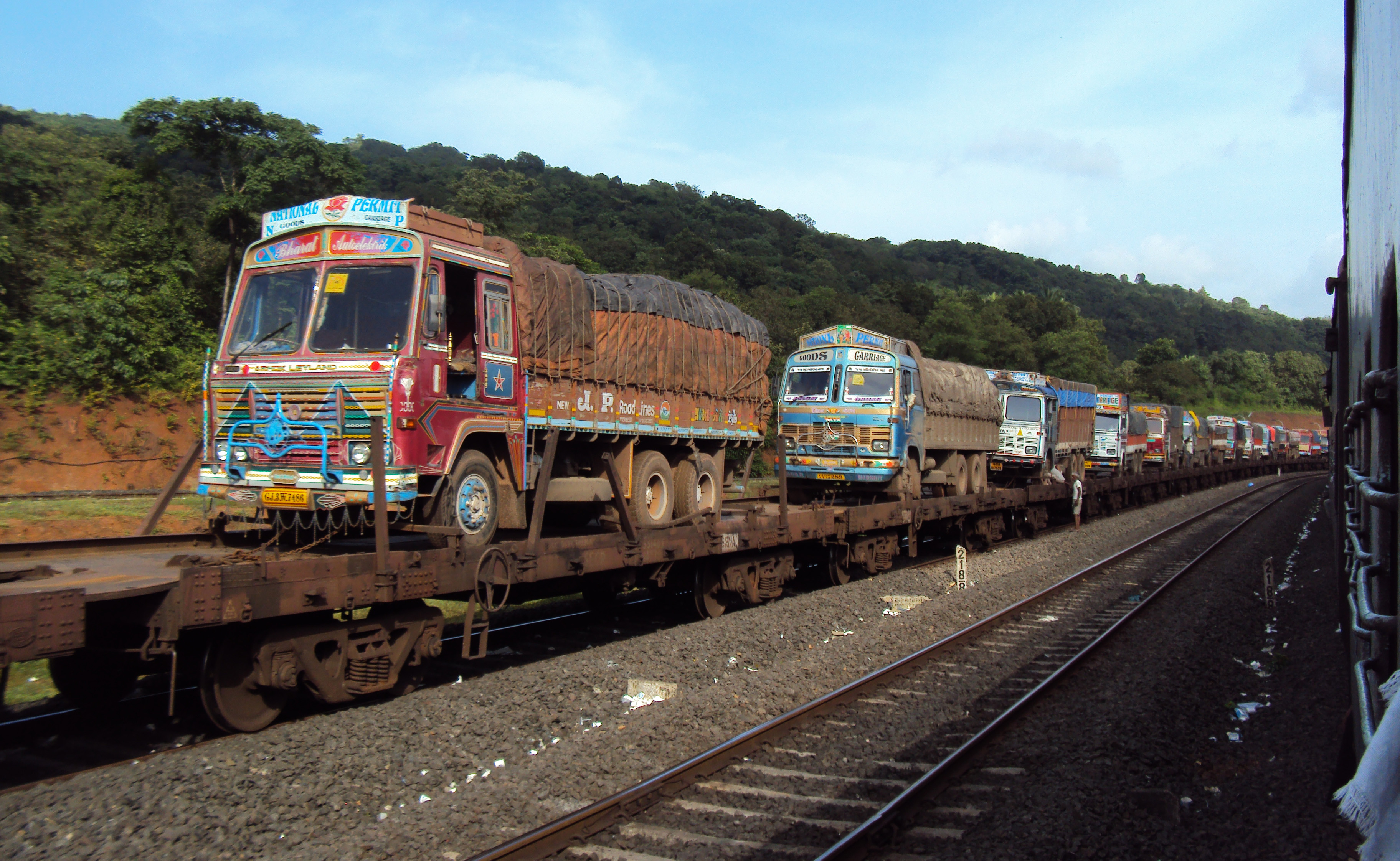
Rollende Landstraße auf der Konkanstrecke

Die Konkan Railway hat eine Sonderstellung unter den indischen Eisenbahnen. Die im Januar 1998 eröffnete 760 km lange Eisenbahnstrecke zwischen den Städten Roha und Thokur ist Teil der Verbindung Mumbai–Mangalore. Der Bau und Betrieb der Strecke wird von der von Indian Railway unabhängigen staatlichen Gesellschaft Konkan Railway Corporation Limited (KRCL) bewältigt. Die Konkan Railway ist die einzige Strecke Indiens, auf der eine Rollende Landstraße angeboten wird. Dort wird ein GPS-gestütztes Antikollisionssystem eingesetzt.

#### Dedicated Freight Corridors

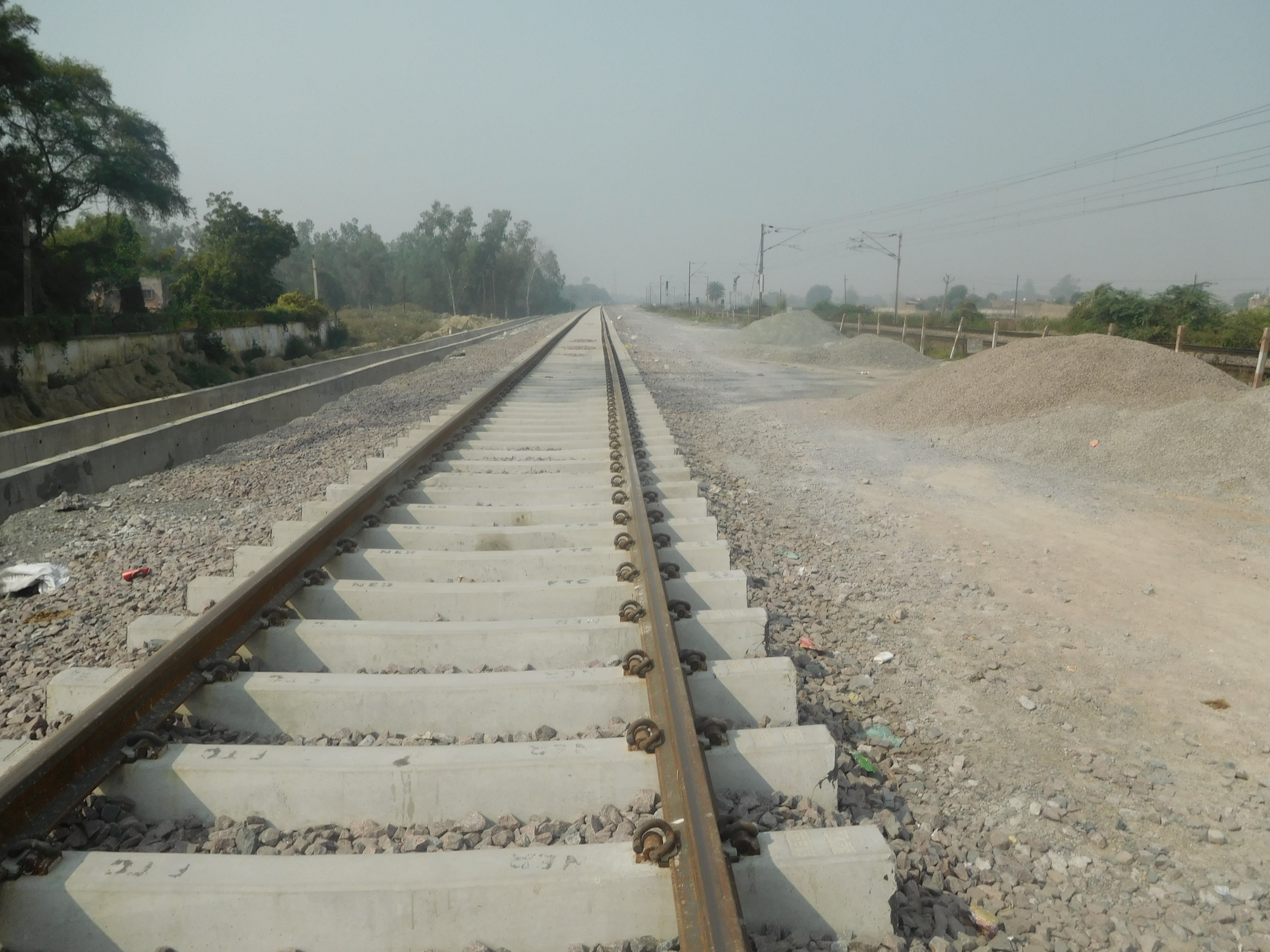
Oberbau des DFC Ost

In Indien werden Dedicated Freight Corridors (DFC) „Spezielle Güterverkehrskorridore“ gebaut, welche die bestehenden Strecken entlasten sollen. Im Frühjahr 2020 standen der 1504 km lagen Westkorridor und der 1856 km lange Ostkorridor kurz vor der Fertigstellung. Ersterer entlastet die Strecke Mumbai–Delhi und führt vom Jawaharlal Nehru Port nach Dadri, das 35 km westlich vom Stadtzentrum von Delhi im Bundesstaat Uttar Pradesh liegt. Der Ostkorridor führt von Ludhiana im Punjab über Dadri nach Dankuni bei Kolkata. Beide Korridore werden etappenweise in Betrieb genommen und sollen bis Ende 2021 fertiggestellt sein. Die Strecken sind mit 25 kV 50 Hz elektrifiziert und können mit Doppelstock-Containerzügen befahren werden. Die Elektrolokomotiven sind mit speziellen Stromabnehmern ausgerüstet, die es ermöglichen, den Strom von der sehr hoch liegenden Fahrleitung abzunehmen. Die neu gebauten Strecken sind für 32,5 t Achslast und 12 t Meterlast ausgelegt und können mit 100 km/h befahren werden. Die maximale Steigung beträgt 5 ‰. Für Finanzierung, Bau und Betrieb ist die Dedicated Freight Corridor Corporation of India (DFCCI) zuständig, die dem Eisenbahnministerium unterstellt ist. Hauptgeldgeber für die 1.86 Mia. $ des Westkorridor ist die Weltbank, für die 5,2 Mia. $ des Ostkorridor die Japan International Cooperation Agency (JICA).

#### Schnellfahrstrecken
Die erste Schnellfahrstrecke von Ahmedabad nach Mumbai ist im Bau und soll 2028 fertiggestellt sein. Die 508,3 Kilometer lange Hochgeschwindigkeitsstrecke Mumbai-Ahmedabad wird als Pilotprojekt mit geschätzten Kosten von 9,65 Milliarden US-Dollar vorangetrieben. Es kommt die japanische Shinkansen-Technologie auf Normalspur zum Einsatz. Der größte Teil der Strecke verläuft auf einer aufgeständerten Trasse. Die Machbarkeit weiterer sechs Schnellfahrstrecken wird untersucht.

#### Stadtschnellbahnen

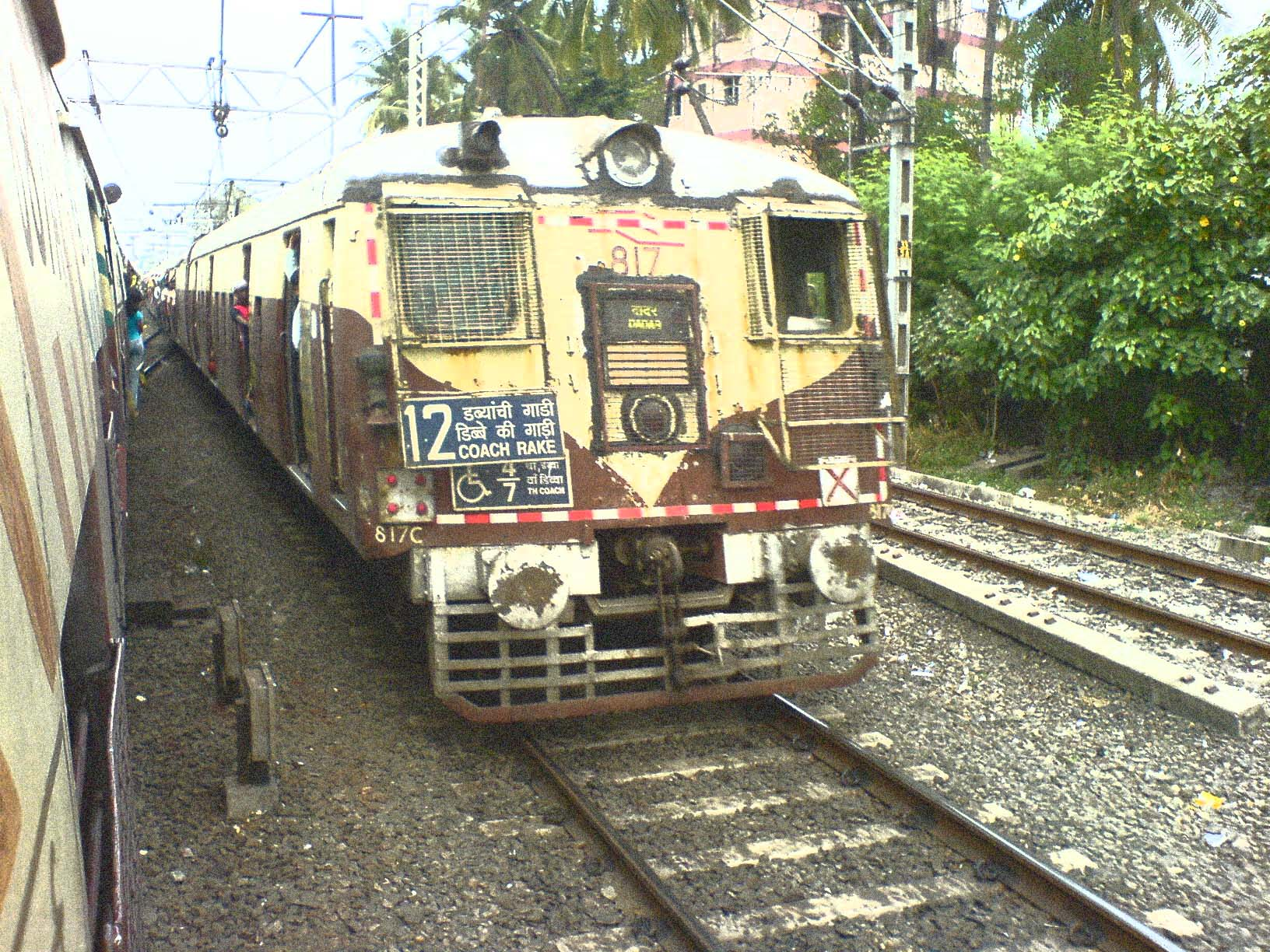
Alter S-Bahn-Zug in Mumbai, 2006

- Mumbai: Die S-Bahn Mumbai ist das älteste und wahrscheinlich auch das außerhalb Indien bekannteste System. Das seit 1853 existierende System zählt sechs Linien mit einer Gesamtlänge von 465 km und bedient 147 Bahnhöfe. Es wird seit 1925 elektrisch betrieben und befördert jeden Tag 7,5 Mio. Pendler.
- Kolkata: Die S-Bahn Kolkata ist das ausgedehnteste System. Es umfasst 21 Linien mit einer Gesamtlänge von 1332 km und mehr als 374 Bahnhöfen. Es befördert täglich 3,5 Mio. Pendler. Der Betrieb wurde 1854 aufgenommen, seit 1959 verkehrt die S-Bahn elektrisch.
- Chennai (früher Madras): In Südindien ist die S-Bahn Chennai das größte System. Es zählt vier Linien mit einer Gesamtlänge von 900 km, wobei aber nur 286 km auf eigenen nur von den S-Bahn-Zügen benutzten Gleisen geführt ist, auf dem restlichen Teil des Streckennetzes benutzen die S-Bahn-Züge die Gleise der Fernzüge. Die S-Bahn bedient 151 Bahnhöfe und befördert täglich 2,5 Mio. Pendler. Der Betrieb wurde am 2. April 1931 durch die South Indian Railway eröffnet.[18]
- Weitere Städte mit S-Bahn-Systemen sind Lucknow, Kanpur, Delhi, Pune, Hyderabad und Goa.

#### Grenzübergänge
- Pakistan Der Grenzüberschreitende Verkehr zwischen Indien und Pakistan ist sehr eingeschränkt. Güterverkehr zwischen den Ländern ist auf einen Zug pro Woche begrenzt, der keine Container mitführen darf.[19] Es verkehren Reisezüge bis zur Grenze, wo aber in jedem Fall umgestiegen werden muss.
  - Attari–Wagah: Dieser Grenzübergang befindet sich zwischen Lahore und Amritsar. Reisende können mit dem Delhi–Attari-Express die Grenzstation Attari auf der indischen Seite erreichen, wo die Reisenden für die Grenzabfertigung aussteigen müssen und danach in den Samjhauta Express der Pakistan Railways einsteigen, der in Wagah für die pakistanische Grenzabfertigung nochmals anhält, bevor er nach Lahore weiterfährt. Der Grenzübergang wurde 1976 für den Schienenverkehr geöffnet, wobei der Samjhauta Express täglich durchgehend zwischen Lahore und Amritsar verkehrte. Nach den Unruhen in Punjab Ende der 1980er-Jahre entschied Indian Railways, den Zug nicht mehr nach Pakistan verkehren zu lassen und beendete den Zuglauf in Attari. Ab 1994 verkehrte der Zug nicht mehr täglich, sondern nur noch zweimal wöchentlich.[19]
  - Munabao–Zero Point: Dieser Grenzübergang zwischen Karatschi und Jodhpur kann nur zu Fuß überquert werden.[19] Seit 2006 wird von der indischen Seite her Manabao mit dem Thar Link Express bedient, von der pakistanischen Seite mit dem Thar Express. Die Distanz zwischen den beiden Bahnhöfen beträgt sechs Kilometer.
- Grenzübergänge und Breitspurnetz in Bangladesch (Stand: November 2018)Eröffnungsfahrt des Maitree-Express im April 2008 Bangladesch Nach der Teilung von Indien im Jahr 1947 kühlte die Beziehung zu Pakistan sehr stark ab. Mit dem Zweiten Indisch-Pakistanischen Krieg wurden auch noch die letzten Grenzübergange für den Landverkehr geschlossen. Der Schienenverkehr zwischen den beiden Ländern wurde erst 2008 wieder aufgenommen und soll schnell weiter ausgebaut werden. Die Grenzübergänge werden nicht nur dem Verkehr zwischen den beiden Ländern dienen, sondern werden Bhutan und Nepal einen direkten Zugang zu den Seehäfen von Bangladesch verschaffen und Indien einen direkten Zugang zu der Nordostregion. Es ist geplant, acht der neun Grenzübergänge wiederherzustellen. Der Güterverkehr zwischen den beiden Ländern ist auf einige Wagen pro Woche beschränkt. Auf dem Boden von Bangladesh findet der Wechsel von der indischen auf die bangladeschische Zuglok statt. Die Breitspur führt als Dreischienengleis in dem sonst östlich des Ganges meterspurigen Bangladesh bis nach Dhaka, der Hauptstadt des Landes. Wegen der auf 4,5 t begrenzten Meterlast[20] der Bangabandhu-Brücke über den Jamuna können keine voll beladenen Breitspurgüterwagen befördert werden.[19]

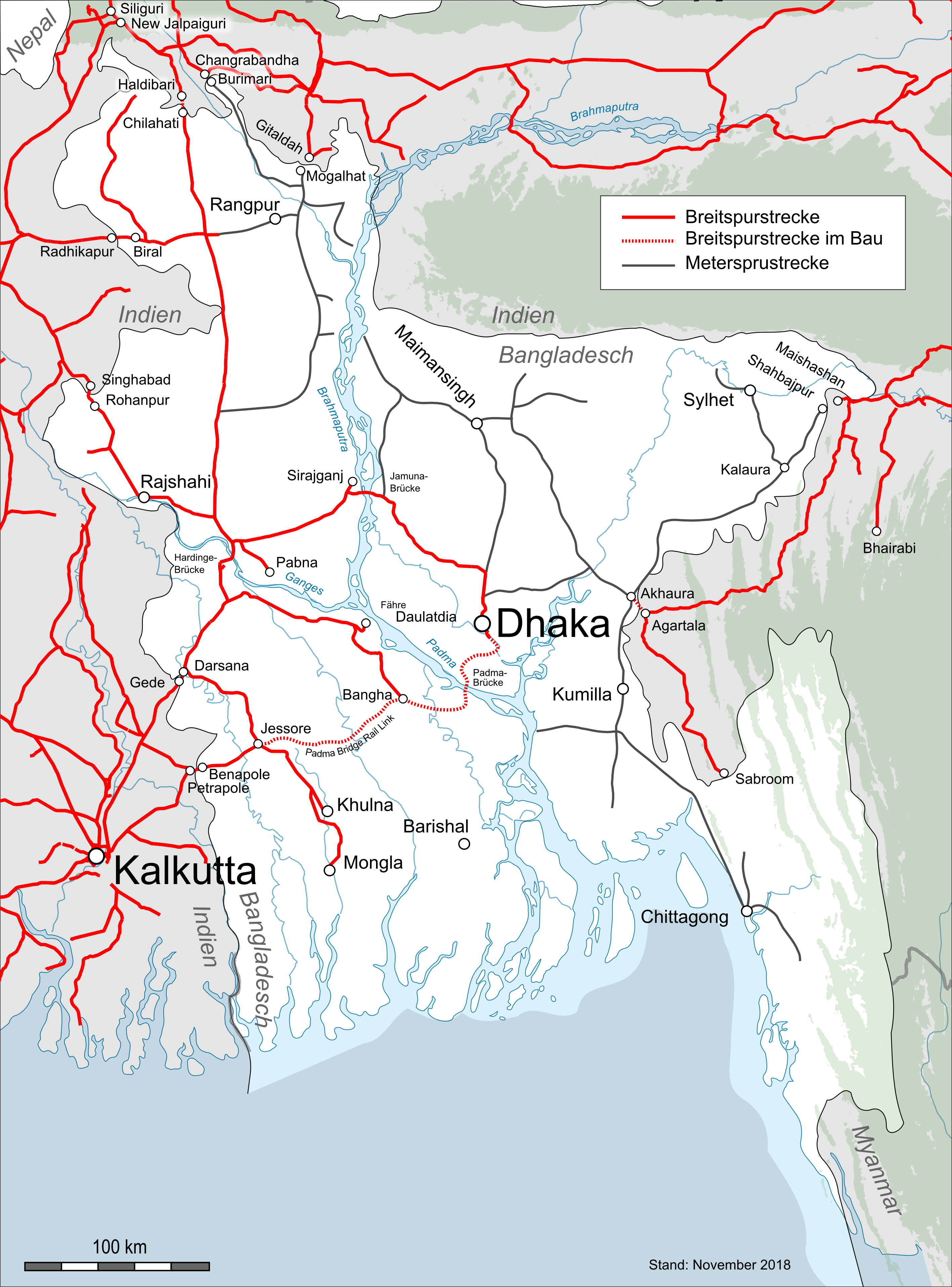
Grenzübergänge und Breitspurnetz in Bangladesch (Stand: November 2018)

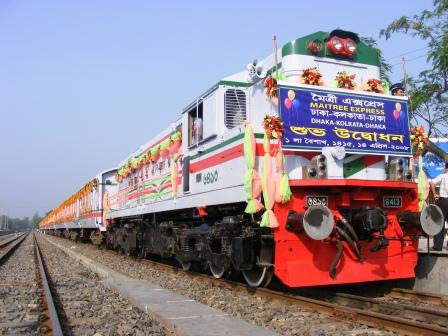
Eröffnungsfahrt des Maitree-Express im April 2008

  - Gede–Darsana: Dieser Grenzübergang wird seit 2008 vom zweiwöchentlich verkehrenden Maitree-Express benutzt, der Kalkutta mit Dhaka verbindet
  - Petrapole–Benapole: Dieser Grenzübergang wird seit November 2017 vom Bandhan-Express und vom Güterverkehr genutzt. Mit der Fertigstellung der Padma-Brücke wird dies die direkteste Verbindung von Kalkutta nach Dhaka sein.
  - Singhabad–Rohanpur: Dieser Grenzübergang wird nur im Güterverkehr benutzt. Er ist für die Verbindung von Nepal zum Seehafen von Mongla wichtig.[21]
  - Radhikapur–Biral: Dieser Grenzübergang wird nur im Güterverkehr benutzt.
  - Haldibari–Chilahati: Dieser Grenzübergang wird wieder aufgebaut. Das Breitspurgleis von Indien bis zur Grenze liegt bereits. Über diesen Grenzübergang dürfte der Verkehr von Bhutan zu den Seehäfen von Bangladesch abgewickelt werden. Ebenso ist er der direkteste Weg von Dhaka nach Shiliguri, von wo aus das Bergresort Darjeeling erreicht werden kann.[22]
  - Changrabandha–Burimari: noch keine Aktivitäten zum Wiederaufbau, auf der Seite von Bangladesh liegt noch das Meterspurgleis.
  - Maishashan–Shahbajpur: Dieser Grenzübergang auf der Ostseite von Bangladesch soll wieder hergestellt werden. Auf der Seite von Bangladesch liegt aber noch Meterspurgleis.
  - Agartala–Akhaura: Bauarbeiten sind bereits gestartet. Dieser Grenzübergang an der Ostseite von Bangladesh wird ein wichtiger Teil der Transitroute von Kalkutta zur Nordostregion Indiens.
  - Gitaldah–Mogalhat: dieser Grenzübergang wird wahrscheinlich nicht wieder hergestellt, nachdem die Brücke über den Dharla eingestürzt ist.
- Nepal
  - Bahnstrecke Raxaul–Birgunj: Diese 2005 eröffnete 5,6 km lange Stichbahn der Indian Railways bedient ein Trockenhafen auf nepalesischem Boden. Sie benutzt das Trassee (schweizerisch für: die Trasse/Bahndamm) der ehemaligen Nepal Government Railway. Eine Verlängerung nach Kathmandu ist geplant.[23]
  - Bahnstrecke Jaynagar–Khajuri Chanha: Diese 2017 eröffnete 8,5 km lange Stichbahn der Indian Railways bedient ein Zollfreilager auf nepalesischem Boden. Sie benutzt das Trassee (siehe oben) der ehemaligen, 1937 eröffneten Janakpur Railway und wurde im April 2022 über Janakpur bis Kurtha verlängert. Eine weitere 17,5 km lange Verlängerung bis Bijalpura soll noch 2022 in Betrieb gehen. Der letzte Abschnitt bis Bardibas, wo die Strecke auf die noch zu bauende Mechi–Mahakali-Bahn stoßen soll, wird komplizierter, weil diverse Brücken im hügeligen Gelände benötigt werden. Die gesamte Strecke wird dann 69,1 km lang sein. Auf dem bestehenden Streckenabschnitt verkehren zwei fünfteilige Dieseltreibzüge, die hauptsächlich dem Pilgerverkehr nach Janakpur dienen. Die Höchstgeschwindigkeit beträgt 100 km/h für Reisezüge und 65 km/h für Güterzüge.[24]
  - weitere Grenzübergänge sind im Bau oder geplant. Es sind dies:
    - Jogbani–Biratnagar
    - New Jalpaiguri–Kankarbhitta
    - Nautanwa–Siddharthanagar
    - Nepalganj Road –Nepalganj[23]

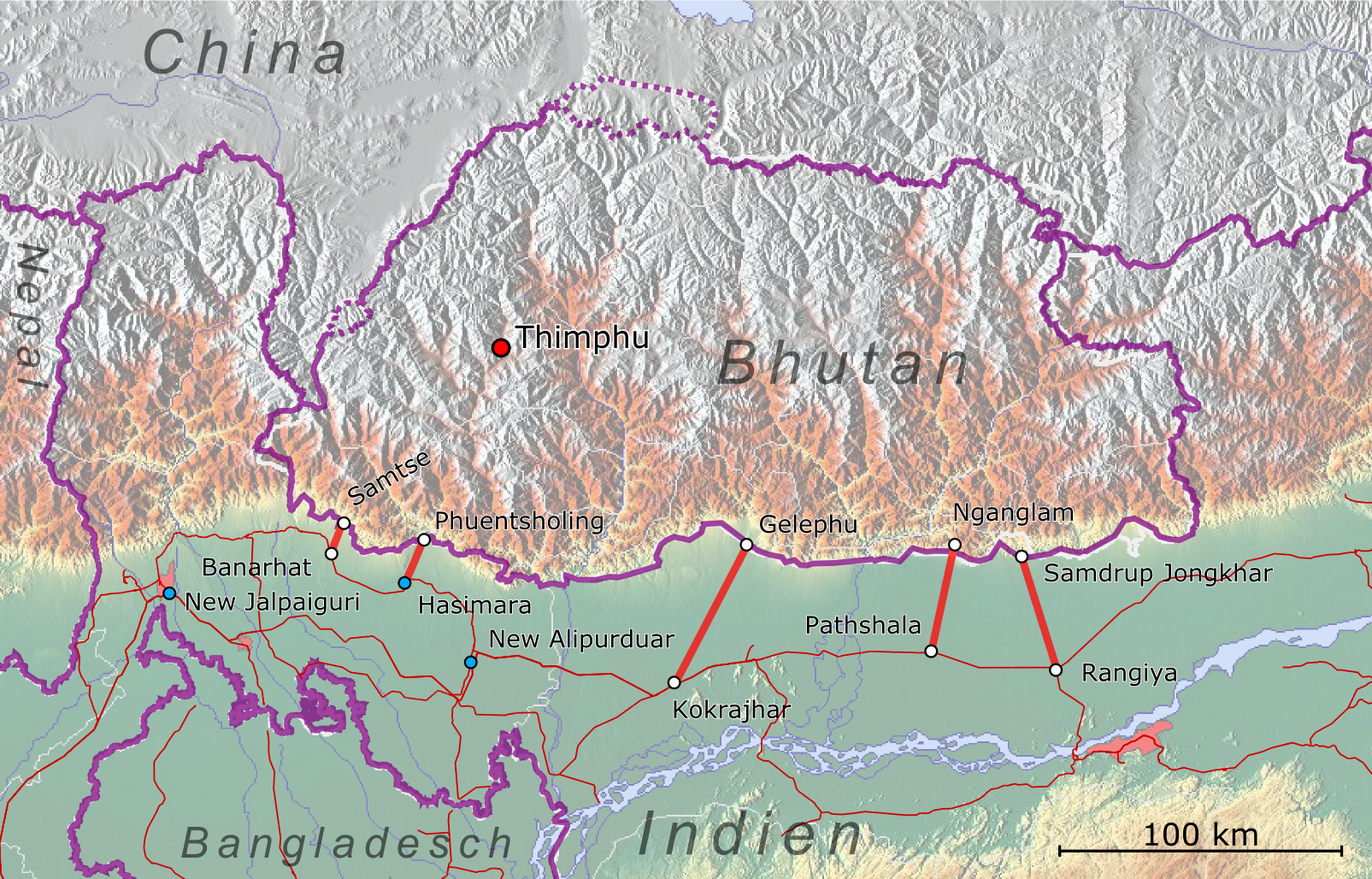
Vorgeschlagene Strecken für die Anbindung Bhutans an das indische Eisenbahnnetz

- Bhutan Indien hat noch keine Schienenverbindung nach Bhutan, einem Land, wo es noch keinen Schienenverkehr gibt. Seit Mai 2017 liegen dem indischen Außenministerium Machbarkeitsstudien für fünf grenzüberschreitende Strecken nach Bhutan vor (siehe auch Schienenverkehr in Bhutan).
- Myanmar Bahnstrecke Kalay–Tamu: Im Nordosten Indiens ist im Bundesstaat Manipur die Breitspurstrecke von Jiribam nach Imphal im Bau, die aber noch 70 km bis zum Grenzübergang bei Moreh verlängert werden muss. Auf der Seite von Myanmar soll eine 135 km lange Strecke von Kalay nach Tamu gebaut werden.[25][26]
- Sri Lanka Zwischen Rameswaram in Indien und Talaimannar in Sri Lanka soll eine Eisenbahnfährverbindung eingerichtet werden. In Talaimannar besteht Anschluss an die Bahnstrecke nach Medawachchiya, die von Indian Railway Construction Company Limited (IRCON), dem Indian Railways gehörenden Ingenieur- und Bauunternehmen errichtet wird. Die Strecke soll später nach Colombo verlängert werden.[11]

### Regionale Schnellverkehrssysteme

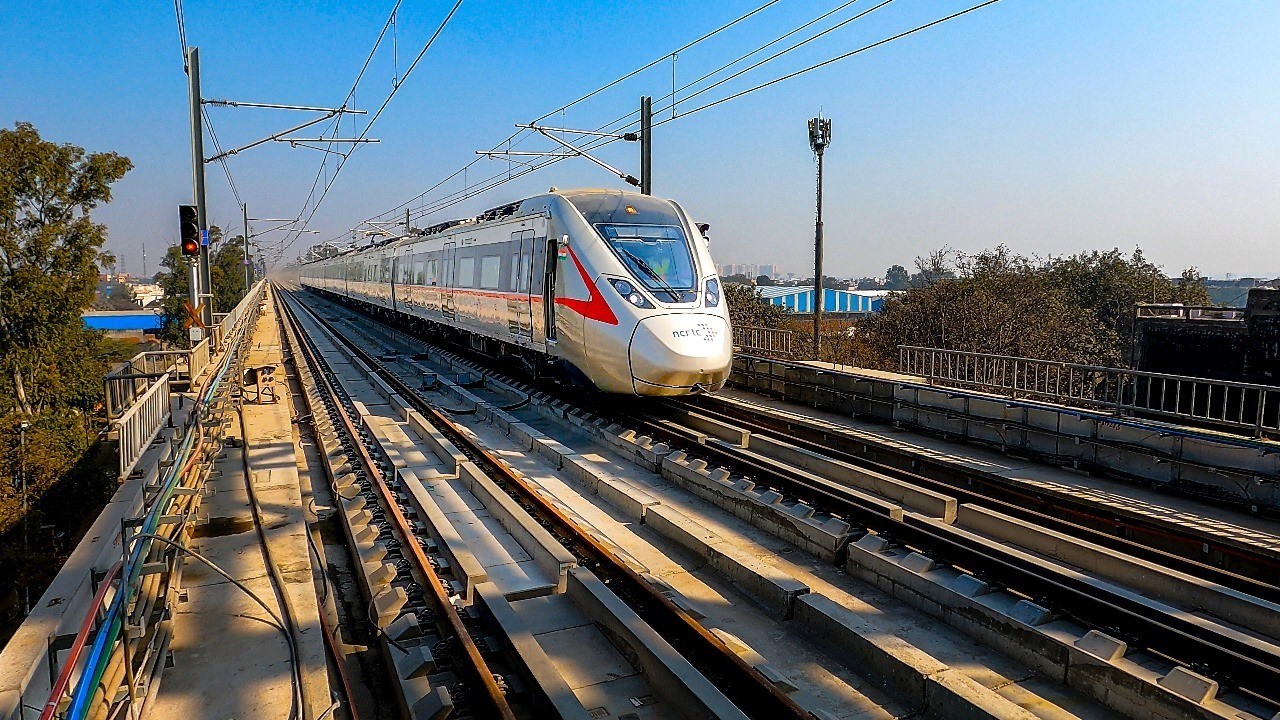
Namo Bharat auf dem RRTS

In der Region Delhi wird mit dem Regional Rapid Transit System (RRTS) ein Netz schneller regionaler Verbindungen aufgebaut.
- Strecke Delhi–Meerut: Als erste Strecke wird der Korridor zwischen Delhi und Meerut gebaut. Knapp 70 Kilometer der 82 Kilometer langen Strecke mit 22 Stationen wurden in Hochlage errichtet und etwa 14 Kilometer an den Enden der Strecke verlaufen unterirdisch. Die normalspurige Strecke ist mit 25 kV/50 Hz elektrifiziert und für eine Höchstgeschwindigkeit von 180 km/h ausgelegt. Im Oktober 2023 wurde der Abschnitt Sahibabad–Duhai eröffnet, weitere Abschnitte folgten schrittweise.[27]

Es werden von Bombardier entwickelte Elektrotriebzüge Namo Bharat eingesetzt.

### Metrosysteme

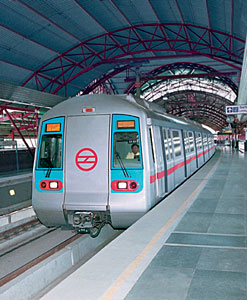
Breitspurzug der Metro Delhi

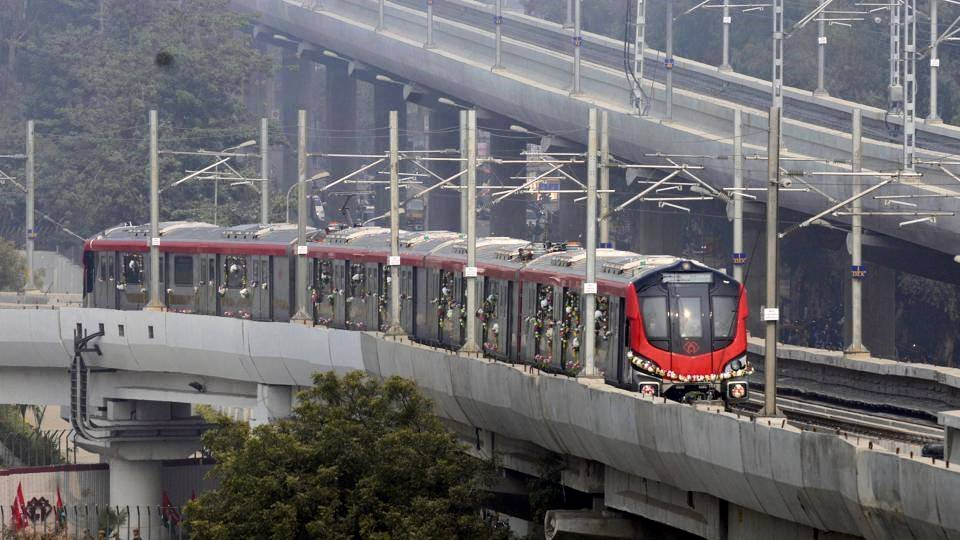
Hochbahnzug der Metro Lucknow

Viele Städte haben Massenschnellverkehrssysteme, die in Indien als Metro bezeichnet werden. Es handelt sich dabei nicht zwingend um unterirdische Strecken, sondern können auch oberirdisch oder als Hochbahn verlaufen. In ganz Indien gab es bis Ende der 1990er-Jahre lediglich eine Metro, diejenige von Kalkutta. Bis zum Herbst 2018 sind 515 km Metrostrecken entstanden, die sich auf die acht Ballungsräume Delhi, Mumbai, Chennai, Kalkutta, Kochi, Lucknow, Jaipur, Hyderabad und Bangalore verteilen. Weitere 15 Städte planen in den nächsten Jahren 664 km Strecken in Betrieb zu nehmen.
- Agra: Zwei normalspurige, zusammen 30 km lange Strecken, die mit 750 V Gleichspannung aus der Stromschiene betrieben werden, sind seit 2021 in Bau. Für das Projekt wurden 2,3 Mrd. US-Dollar freigegeben.[29] Im März 2024 ging ein Teilstück am Taj Mahal in Betrieb.
- Ahmedabad: Die Metro Ahmedabad, auch Metro-Link Express for Gandhinagar and Ahmedabad (MEGA), ging ab März 2019 schrittweise in Betrieb. Das Netz besteht aus zwei überwiegend in Hochlage trassierten Linien, die sich in der Stadtmitte kreuzen. Die Linie 2 erschließt auch die Nachbarstadt Gandhinagar und verzweigt sich dort.
- Bengaluru: Die Metro Bengaluru, auch Namma Metro genannt, ist ein zwischen 2011 und 2017 eröffnetes System mit zwei Strecken, die vorwiegend auf Hochbahntrassen, im Stadtzentrum aber unterirdisch angelegt sind. Ein weiterer Ausbau ist geplant.
- Chennai: Die Metro Chennai ist ein Metrosystem mit zwei Linien, die 2015 und 2016 eröffnet wurden und zusammen 35 km lang sind. Ein Teil verläuft als Hochbahn, der Rest als U-Bahn.
- Delhi: Die Metro Delhi ist ein U-Bahn- und Hochbahnsystem mit neun Linien, die zwischen 2002 und 2018 eröffnet wurden. Die ersten vier Linien wurden in indischer Breitspur, der Rest in Normalspur angelegt. Die Züge fahren mit Strom aus der 25 kV 50 Hz Oberleitung. Das Netz hatte im Herbst 2018 eine Länge von 314 km und 229 Bahnhöfe.[28] Die Finanzierung von 4,2 Mrd. US-Dollar wurde für weitere 62 km Metro-Strecken freigegeben.[29]
- Gurugram: Die Rapid Metro Gurgaon ist eine normalspurige Hochbahn, die mit 750 V Gleichspannung aus der Stromschiene betrieben wird und an die Metro Delhi angeschlossen ist. Es ist die erste privat finanzierte Metro in Indien.
- Hyderabad: Die Metro Hyderabad ist angeblich das größte PPP-Projekt im Bereich des öffentlichen Stadtverkehrs mit einem Auftragsvolumen von 2 Mrd. US-Dollar zum Bau von drei Hochbahnstrecken mit insgesamt 72 km Länge.[30] Ein Teilabschnitt der ersten Strecke ging im November 2017 in Betrieb;[31] im September 2018 folgte der Rest, sodass die erste fast 29 km lange Strecke mit 27 Stationen vollständig in Betrieb ist.[32]
- Indore: Fünf Normalspurstrecken mit Oberleitung geplant. Für den Bau des 104 km langen Streckennetzes wurden 3,8 Mrd. US-Dollar freigegeben.[29] Erste Strecke im Mai 2025 eröffnet.
- Jaipur: Die Metro Jaipur mit zwei Linien ist im Entstehen. Der erste Teilabschnitt der roten Linie wurde im Juni 2015 eröffnet.
- Kanpur: Metro Kanpur
- Kochi: Metro Kochi: In Kochi ist eine 25,6 km lange Strecke im Bau; die ersten 13 km wurden im Juni 2017 in Betrieb genommen.[33]
- Kalkutta: Die Metro Kolkata ist das älteste Metrosystem in Indien. Die 1984 eröffnet U-Bahn, die teils auch als Hochbahn verkehrt, wird von Indian Railways betrieben. Die erste breitspurige 27 km lange Nord-Süd-Strecke ist seit 2011 vollständig in Betrieb. Weitere Strecken sind im Bau und sollen bis 2021 eröffnet werden, darunter eine 17 km lange West-Ost-Strecke, die durch den ersten Unterwassertunnel Indiens führt.[34]
- Lucknow: Das Hochbahnsystem der Metro Lucknow mit zwei Strecken ist geplant. Ein erstes 8,5 km langes Teilstück der roten Strecke ist seit September 2017 in Betrieb. Die Bauzeit dauerte lediglich drei Jahre, was die schnellste Umsetzung eines Metroprojektes in Indien ist.[35]
- Mumbai: Die Mumbai Metro wurde 2014 eröffnet. Eine 11,4 km lange Normalspurlinie ist in Betrieb. Weitere elf Linien sind in verschiedenen Umsetzungsphasen.
- Noida: Die Hochbahnstrecke Noida-Greater-Noida-Linie, auch Aqua-Line genannt, wurde im Januar 2019 eröffnet. Sie verbindet das Stadtzentrum Noidas mit der Metro Delhi.
- Nagpur: Die Nagpur Metro besteht aus zwei Hochbahnlinien, die im Bau sind. Die Metrowagen stammen von CRRC aus China.[36] Der erste 14 km lange Abschnitt soll im März 2019 eröffnet werden.[37]
- Navi Mumbai: Die Metro in der bei Mumbai entstehenden Planstadt „Neu-Bombay“ besteht aus einer Hochbahnlinie, die im Bau ist und Züge von CRRC erhalten wird. Die Eröffnung ist für 2020 vorgesehen, nachdem der Bau der Haltestellen Verspätung erlitten hatte.[38]
- Pune: Die Pune Metro ist ein 54 km langes System mit drei Linien, das im Bau ist. Die ersten beiden Strecken sollen 2021 in Betrieb gehen.

#### Metrosysteme in Bau oder in Planung
- Bhopal: Normalspuriges Stadtbahnsystem mit drei Strecken und Energieversorgung aus der Oberleitung. Für den Bau des Systems wurden 3,2 Mrd. US-Dollar freigegeben.[29]
- Meerut: Zwei normalspurige Strecken mit Energieversorgung aus der Oberleitung. Das Detailprojekt ist erstellt; es wird mit Kosten von 2,6 Mrd. US-Dollar gerechnet.[39]
- Vijayawada: Eine Hochbahn mit vier Strecken ist in Planung. Das Netz soll 77 km lang werden.[40]
- Coimbatore: Ein Streckennetz mit vier Linien ist vorgeschlagen. Der detaillierte Projektplan soll Mitte 2019 erstellt sein. Die Vorstudie wird von der KfW finanziert.[41]
- Patna: Ein Streckennetz mit fünf Linien, das in drei Etappen gebaut werden soll, ist geplant. Das Detailprojekt für die ersten drei zusammen 33,1 km langen Strecken ist aufgesetzt und von der Regierung in Delhi abgenommen.[42]
- Gorakhpur: Ein Stadtplansystem mit zwei Strecken ist in Planung;[43] alternativ wird auch der Bau einer Stadtseilbahn untersucht.[44]
- Visakhapatnam: Nachdem die Regierung in New-Delhi die Unterstützung des Projektes abgelehnt hat, soll es als PPP-Projekt umgesetzt werden. Es ist ein Netz mit drei Linien zu bauen, das 42,6 km lang ist. Es wird mit Kosten von gut einer Milliarde Euro gerechnet.[45]
- Surat: Die Stadt in Gujarat soll nach Ahmedabad die zweite Metro im Bundesstaat erhalten. Die beiden Strecken sind zusammen 40 km lang. Der DPR ist erstellt, der Bau soll als PPP-Projekt erfolgend. Mit dem Baubeginn wird im Jahr 2019 gerechnet.[46]

#### Metrosysteme mit eingestellter Planung
- Varanasi: Die Planung an einem aus zwei Strecken bestehenden Netz wurde wegen fehlender Finanzierung und möglicherweise fehlenden Fahrgästen eingestellt;[47] es wird der Bau einer Stadtseilbahn untersucht.[48]
- Kozhikode: Der Bau einer 360 Mio. US-Dollar teuren 13,3 km langen Stadtbahnlinie ist unsicher.[49]
- Guwahati: Vier normalspurige Hochbahnstrecken waren in der Planung; doch dem Projekt wurde die staatliche Unterstützung verweigert, weil das Verkehrsaufkommen zu gering eingeschätzt wurde. Das Projekt wurde reduziert auf zwei Strecken, die zusammen etwa 40 km lang sind.[50]
- Chandigarh: Die Umsetzung des geplanten Systems mit zwei Linien wurde im Herbst 2017 vom Ausschuss der Berater des Innenministers aus wirtschaftlichen Gründen abgelehnt.[51]

### Straßenbahnen

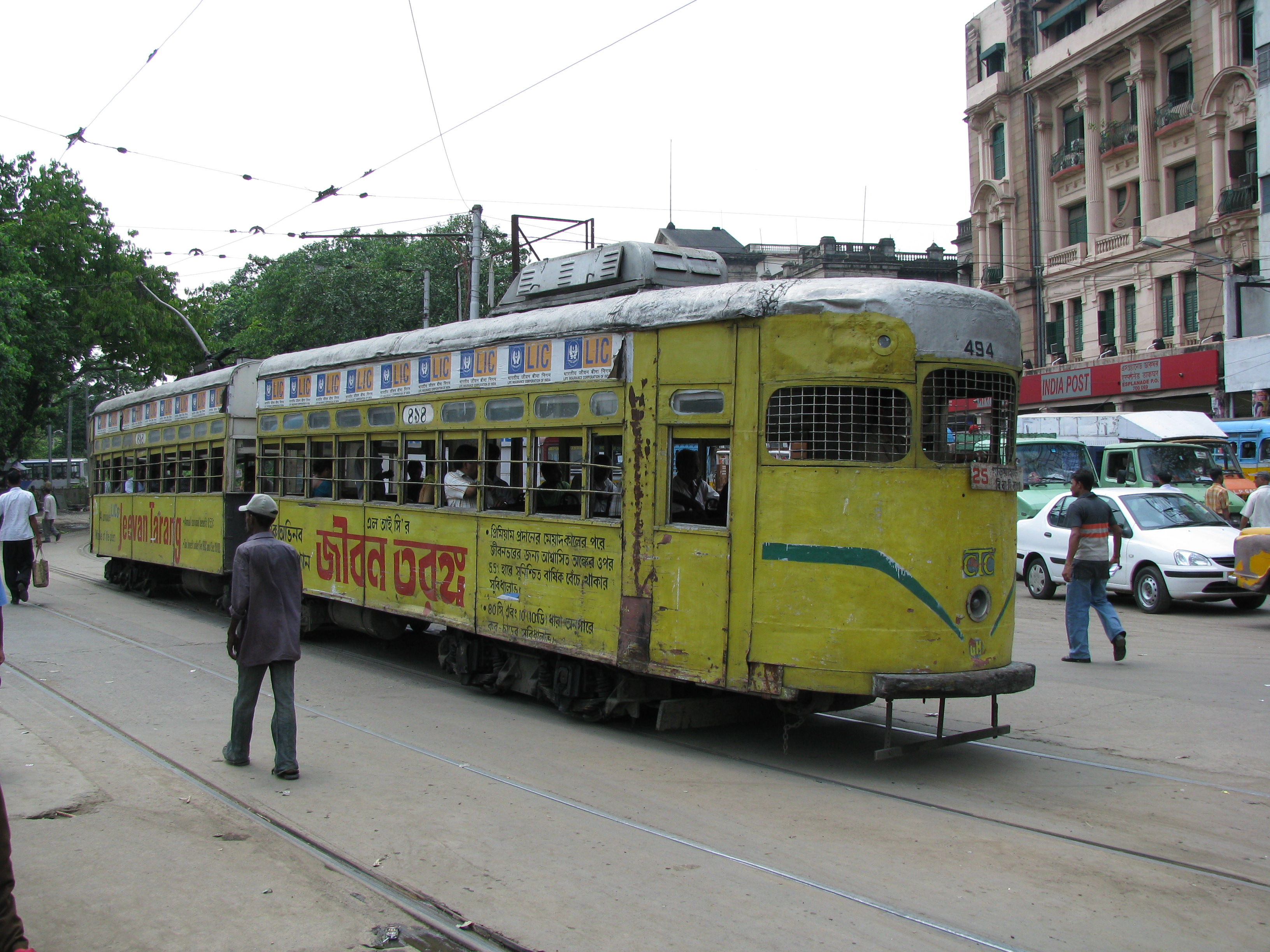
Tram in Kalkutta, 2009

#### Kolkata
In Indien gibt es nur ein einziges in Betrieb stehendes Straßenbahnsystem in Kolkata (früher Kalkutta). Die erste Linie in der Stadt war eine 1873 eröffnete 3,9 km lange Pferdestraßenbahn, die zwischen Sealdah und dem Armenian Ghat verkehrte. Der Betrieb wurde noch im selben Jahr wegen zu geringer Fahrgastzahlen wieder geschlossen. Im Jahr 1880 wurde die heute noch bestehende Calcutta Tramways Company (CTC) gegründet, die eine Pferdestraßenbahn auf Meterspurgleisen aufbaute. Um 1900 war das Netz 30,6 km lang, hatte 166 Wagen, 22 Dampflokomotiven und 1000 Pferde. Im Jahr 1902 wurde die erste elektrische Straßenbahn eröffnet. Das Streckennetz wuchs und erreichte 1943 eine Länge von 68 km. Mit der Eröffnung der U-Bahn in Kolkata begann die Einstellung von Linien. Die Fahrgastzahlen gingen gegen Ende des 20. Jahrhunderts stark zurück. Während 1980 noch täglich 750.000 Fahrgäste befördert wurden, waren es 2008 gerade noch 77.500. Die Straßenbahn kämpft ums Überleben, dürfte aber als Kulturgut und Touristenattraktion erhalten bleiben.

#### Geplante Straßenbahnen
- Dholera: Die Stadt im Distrikt Ahmedabad stellte 2012 das Projekt einer Straßenbahn vor, welche Wohn-, Geschäfts- und Industrieviertel miteinander verbinden sollte.[53] Das Netz sollte drei Linien mit einer Gesamtstreckenlänge von 100 km umfassen.

#### Geschlossene Straßenbahnen
Die folgenden Städte hatten Straßenbahnen, die heute nicht mehr in Betrieb sind:

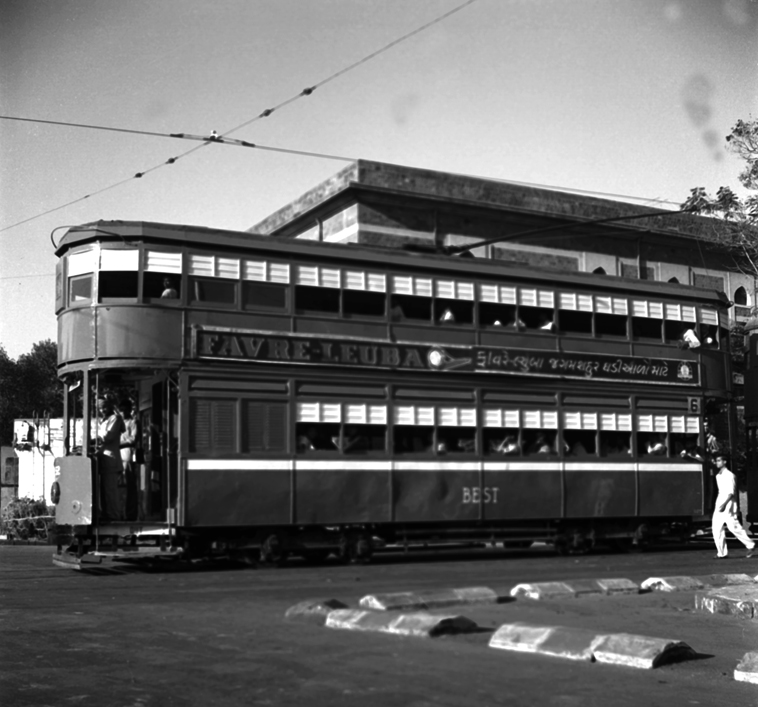
Doppelstöckiger Straßenbahnwagen in Bombay, 1952

- Doppelstöckiger Straßenbahnwagen in Bombay, 1952Mumbai: Ab 1874 verkehrte eine Pferdestraßenbahn, 1905 verkehrte die erste elektrische Straßenbahn der Brihanmumbai Electric Supply and Transport (BEST). Im Jahre 1920 wurden doppelstöckige Wagen eingeführt um den Spitzenverkehr besser zu bewältigen. 1964 wurde das System eingestellt.
- Nahsik: 1889 wurde eine ungefähr zehn Kilometer lange Pferdestraßenbahn auf Schmalspurgleisen mit 762 mm Spurweite eröffnet. Der Betrieb hatte nur zwei Wagen und wurde in den 1930er-Jahren geschlossen.
- Chennai: Die 1895 eröffnete elektrische Straßenbahn verband das Hafengebiet mit den weiter im Landesinneren liegenden Stadtteilen. Sie beförderte nicht nur Fahrgäste, sondern auch Güter. 1921 war das Streckennetz 24 km lang. Die Betreibergesellschaft wurde 1950 zahlungsunfähig, das System schloss 1953.
- Kanpur: Von 1907 bis 1933 verkehrte eine 6,4 km lange Straßenbahn zwischen dem Bahnhof und dem Sirsaya Ghat am Ganges.
- Delhi: In Delhi fuhr von 1908 bis 1963 eine Straßenbahn. Die größte Netzausdehnung wurde 1921 erreicht, als das Netz 15 km lang war.
- Patna: In Patna fuhr eine Pferdestraßenbahn, die 1903 wegen zu geringer Fahrgastzahlen eingestellt wurde.

### Kleinbahnen
Der Staat Bhavnagar, ein ehemaliger Fürstenstaat in Britisch-Indien ließ 1926 eine Kleinbahn bauen, die von Bhavnagar nach Talaja führte und 1938 nach Mahuva verlängert wurde. Die Bahn war mit einer Spurweite von 762 mm angelegt und war 108,6 km lang. Auf dem Netzwerk verkehrten leichte Schlepptenderlokomotiven mit der Achsfolge 2’D, die als T-Klasse bezeichnet wurden. Der Betrieb wurde in den 1960er-Jahren eingestellt.

### Waldbahnen
Die Cochin State Forest Tramway war eine meterspurige Waldbahn, die vom Gebiet des Parambikulam Tiger Reserve nach Chalakudy verlief und von 1907 bis 1963 in Betrieb war. Sie diente dem Abtransport von Teakholz und Palisander.

### Industriebahnen
Die Dholera-Khumbanda Tramway war eine 7,2 km lange Bahn, die vom Bhader Creek zu einem Baumwolllagerhaus führte. Die Strecke wurde 1851 in Betrieb genommen.

### Einschienenbahnen

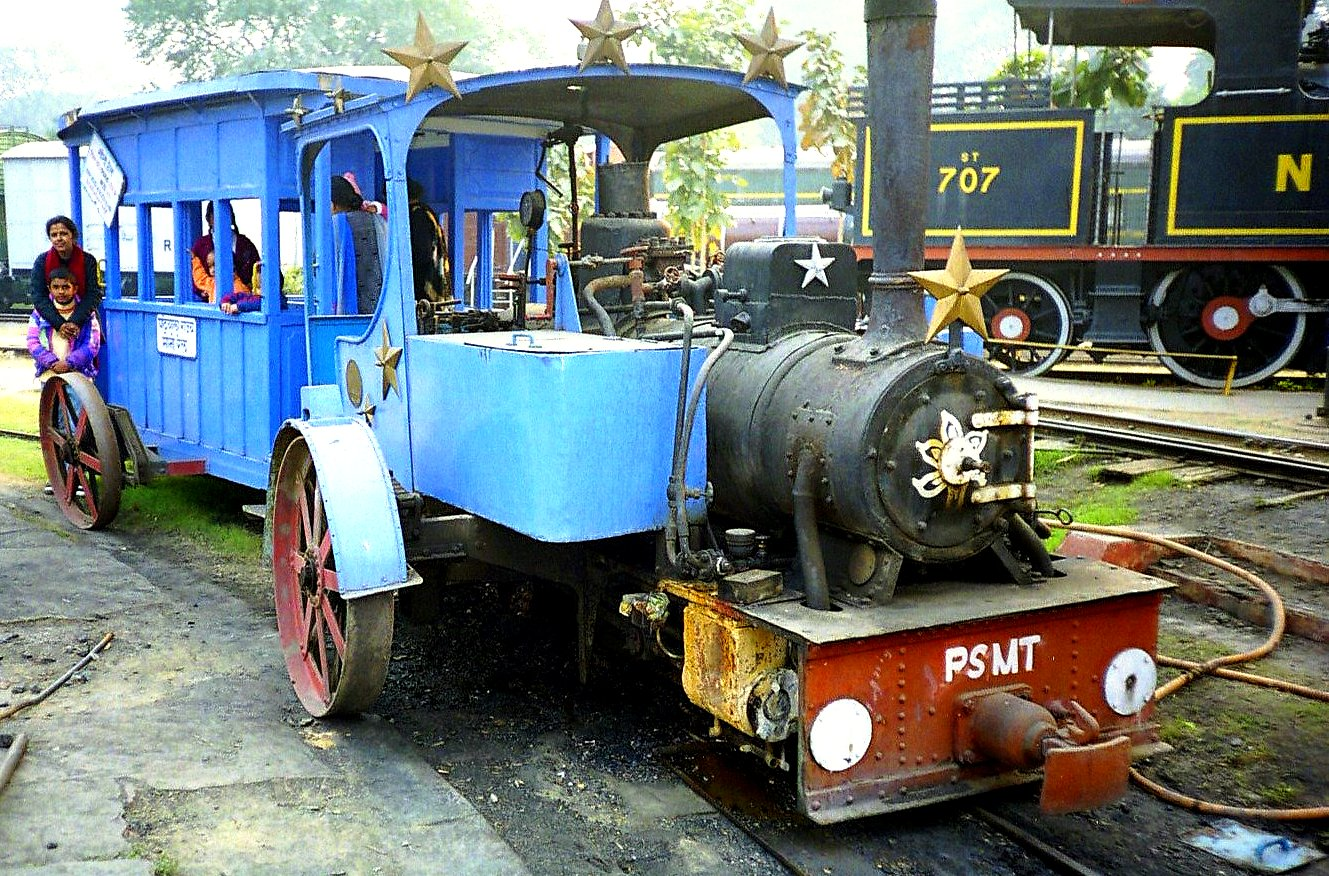
Betriebsfähiger Zug der Patiala State Monorail Trainways im National Rail Museum of India in Delhi

In Indien wurden Ende des 19. Jahrhunderts und Anfang des 20. Jahrhunderts mehrere Einschienenbahnen errichtet, die heute nicht mehr in Betrieb sind. Die Bahnen waren nach den Systemen Addis, Ewing und Caillet gebaut. Addis- und Caillet-Systeme benutzten eine einzelne in der Straße verlegte Fahrschiene, z. B. bei der Jubbulpore Gun Carriage Factory Monorail; beim System Ewing war sie seitlich der Straße verlegt. Die Fahrzeuge hatten Räder mit doppelten Spurkränzen, die auf der Stahlschiene liefen. Damit sie nicht umfallen konnten, hatten die Bahnen nach Addis und Ewing Stützräder, die auf der Straße liefen, oder wurden beim Caillet-System von Hand in der Balance gehalten oder von einem seitlich laufenden Zugtier. Die Fahrzeuge wurden meist von Menschen mit Muskelkraft oder mit Ochsenzug bewegt.
Die Bahnen nach Addis entstanden um 1870 in Maharashtra und hatten kaum eine Bedeutung; die Strecken waren nur wenige Kilometer lang. System-Caillet-Bahnen fuhren nur kurze Zeit Anfang des 20. Jahrhunderts und wurden später in Ewing-Bahnen umgebaut. Von einer 20 km langen Strecke ist nur wenig bekannt.
Die Bahnen nach Ewing hatten die größte Verbreitung. Anfang des 20. Jahrhunderts wurden mehrere lange Strecken gebaut, die aber wie z. B. die Kundala Valley Railway meist nur ein paar Jahre in Betrieb standen und dann durch Schmalspurbahnen ersetzt wurden. Eine Ausnahme war die Patiala State Monorail Trainways, welche eine 24 km lange und eine 56 km lange Strecke bediente. Auf dieser Bahn waren auch Lokomotiven von Orenstein & Koppel eingesetzt, die aber nur auf einem Teil der Strecke verkehrten. Ein Exemplar ist im Eisenbahnmuseum in Delhi ausgestellt.
Ab 1946 verkehrte für kurze Zeit die Khambhalia-Bhanvad Guide Ways Monorail Tramway, eine Einschienenbahn nach dem System Skelton. Bei diesem System liefen die Fahrzeuge auf einer aufgeständerten Fahrschiene, stützen sich aber ebenfalls auf der Straße ab. Die Züge wurden von einer Lokomotive mit Benzinmotor auf der 17 km langen Strecke befördert.

#### Moderne Monorailsysteme

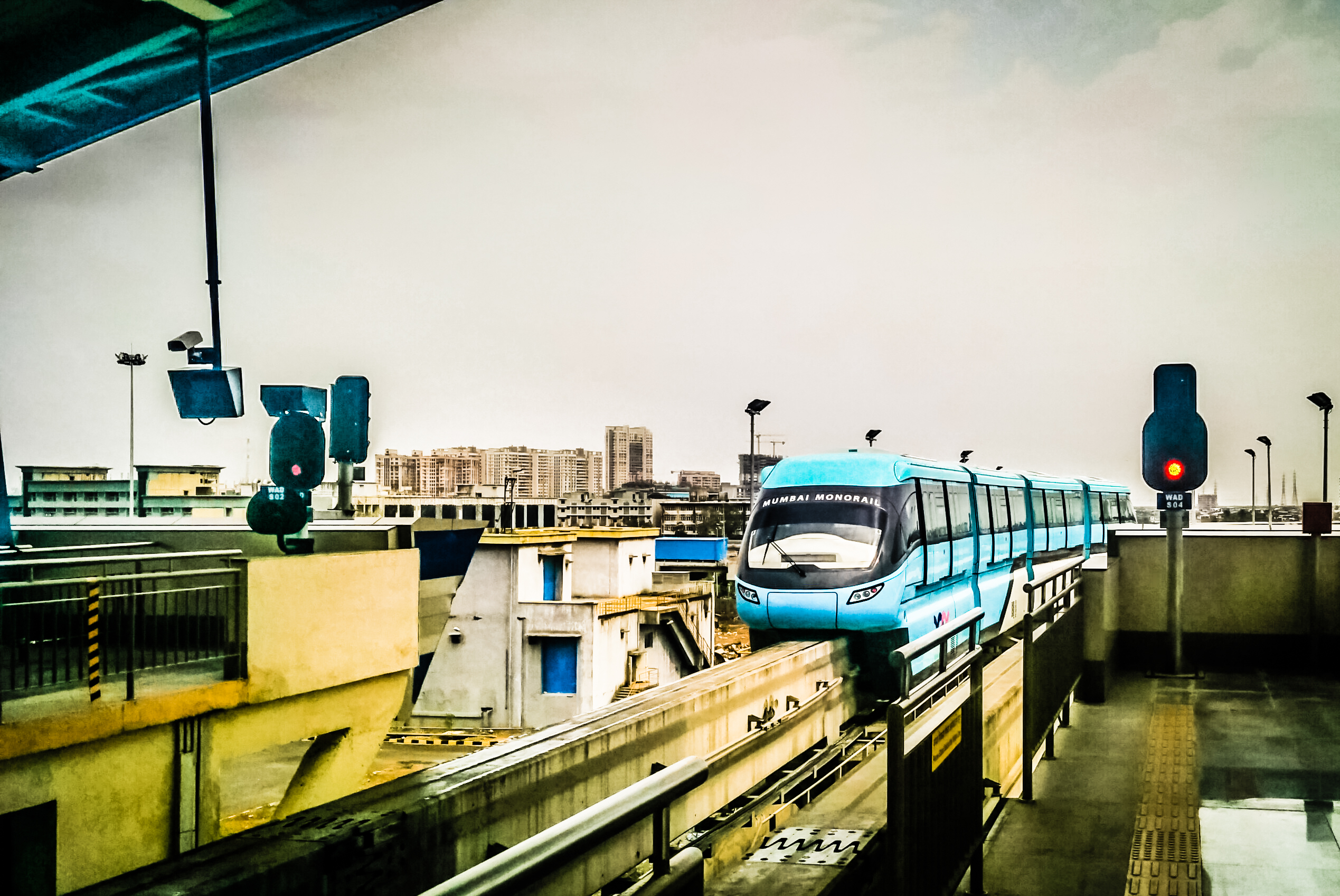
Mumbai Monorail

- Mumbai MonorailIn Mumbai verkehrt seit 2014 Mumbai Monorail im Stadtverkehr. Das von der malaysischen Firma Scomi Rail entwickelte System befährt eine 9 km lange Strecke und soll Anfang 2019 auf 20 km verlängert werden. Die Verlängerung ist verspätet, weil nur die Hälfte der vorhandenen zehn Züge funktionsfähig ist.[57] Es sollen keine weiteren Monorail-Linien gebaut werden, weil die Beförderungskapazität ungenügend ist.[58]
- Chandigarh untersuchte den Bau einer Einschienenbahn von Intamin, nachdem der Bau einer Metro abgelehnt wurde.[59]

## Eisenbahnmuseum
In Delhi befindet sich das National Rail Museum of India, in dem eine umfangreiche Sammlung von meist im Freien aufgestellten Fahrzeugen zu besichtigen ist.

## Buchnachweise
- Ingo Ehrlich, Dampflokomotiven
- Schahnam Atruschi, Die Infrastruktur in Indien